# The Bear (film, 1984)
Pour les articles homonymes, voir Bear.
 (juillet 2025).
Si vous disposez d'ouvrages ou d'articles de référence ou si vous connaissez des sites web de qualité traitant du thème abordé ici, merci de compléter l'article en donnant les références utiles à sa vérifiabilité et en les liant à la section « Notes et références ».
Pour plus de détails, voir Fiche technique et Distribution.
The Bear (L'Ours en français) est un biopic sorti en 1984, mettant en vedette Gary Busey et Jon-Erik Hexum. Le film a été écrit par Michael Kane, réalisé par Richard C. Sarafian et produit par James A. Hearn et Larry G. Spangler.

## Synopsis
The Bear suit la vie de Paul « Bear » Bryant, entraîneur de l'équipe de football de l'Université de l'Alabama, décédé en 1983. 
Paul William « Bear » Bryant (11 septembre 1913 - 26 janvier 1983) était un joueur et entraîneur de football universitaire américain. Il est considéré par beaucoup comme l'un des plus grands entraîneurs de football universitaire de tous les temps et surtout connu comme entraîneur de l'équipe de football de l'Université d'Alabama de 1958 à 1982. Au cours de ses 25 années en tant qu'entraîneur, il a accumulé de multiples victoires. À sa retraite en 1982, il détenait le record du plus grand nombre de victoires (323) en tant qu'entraîneur, dans l'histoire du football américain. 

## Fiche technique
- Titre français : The Bear
- Titre original : The Bear
- Réalisation : Richard C. Sarafian
- Scénario : Michael Kane
- Montage: Lazlo George
- Musique: Bill Conti
- Production: James A. Hearn, Larry G. Spangler
- Pays d'origine : États-Unis
- Société de distribution: Embassy Pictures
- Format : Couleurs - 35 mm - 1,85:1 - Mono
- Genre : Biopic
- Durée : 110 minutes
- Date de sortie : 1984

## Distribution
- Gary Busey : Paul W. « Bear » Bryant
- Jon-Erik Hexum : Pat Trammell
- Scott Campbell : Dennis Goehring
- Robert Craighead : Jack Pardee
- Buddy Farmer : Herman Ball
- Charles Gabrielson : Steve Meilinger
- Ivan Green : Mr. Gallagher
- Steve Greenstein : Joe Namath
- Cary Guffey : Grandson Marc Tyson
- Cynthia Leake : Mary Harmon Bryant
- D'Urville Martin : Billy
- Michael McGrady : Gene Stallings
- Muriel Moore : Miss Vernon
- Owen E. Orr : Ermal Allen
- Michael Prokopuk : Bob Lockett
- Brett Rice : Don Hutson
- Damon Sarafian : Don Watson
- Tod Spangler : Bobby Keith
- Harry Dean Stanton : coach Frank Thomas
- Carmen Thomas : Mae Martin Bryant Tyson